# Zentrum für Wissenstransfer der PH Schwäbisch Gmünd
Das Zentrum für Wissenstransfer der PH Schwäbisch Gmünd (ZWPH) ist eine Einrichtung der Pädagogischen Hochschule Schwäbisch Gmünd für die wissenschaftliche Fort- und Weiterbildung im östlichen Baden-Württemberg.

## Beschreibung
Derzeit bietet das ZWPH drei berufsbegleitende Bachelor- und Masterstudiengänge in den Bereichen Integrative Lerntherapie und Betriebliche Bildung an.
Zusätzlich gestaltet das ZWPH Weiterbildungen in Form von Tages- oder Wochenendseminaren sowie regelmäßige Fortbildungsnachmittage für Lehrer. Beispiele dafür sind:
- Zertifikatslehrgänge in der beruflichen Bildung, in denen die Teilnehmer Kreditpunkte (CP) nach dem ECTS-System erwerben (Webverweis)
- zweimal jährlich der „Tag der Grundschulmathematik“[1]

Mit dem Zentrum für Wissenstransfer der PH Schwäbisch Gmünd (ZWPH) erfüllt die PH Schwäbisch Gmünd ihre Pflicht, wissenschaftliche Weiterbildungsangebote zu gestalten. Aufgabe des ZWPH ist es, lebenslanges Lernen durch wissenschaftliche Weiterbildung sowie zeitnahem Transfer zwischen Forschung und Praxis zu fördern.

## Geschichte
Im Frühjahr 2012 gründete die PH Schwäbisch Gmünd gemeinsam mit dem Verein der Freunde der PH Schwäbisch Gmünd e. V. das ZWPH. Zweck ist die wissenschaftliche Fort- und Weiterbildung und darüber hinaus der Forschungstransfer. Die Zusammenarbeit des ZWPH und PH Schwäbisch Gmünd regelt ein Kooperationsvertrag.
Zusätzlich entstanden Programme und Maßnahmen der wissenschaftlichen Weiterbildung für verschiedene Zielgruppen in unterschiedlichen bildungsnahen Handlungsfeldern.

## Berufsbegleitende Studiengänge
Aktuell bietet das ZWPH drei berufsbegleitende Bachelor- und Masterstudiengänge:
- Bachelor Integrative Lerntherapie (B.A.) (seit 2016)
- Master Integrative Lerntherapie (M.A.) (seit 2012)
- Bachelor Berufspädagogik (B.A.) (seit 2011)

Integrative Lerntherapie:
Die Studiengänge für Integrative Lerntherapie befähigen zu professionellem Handeln bei Lernschwierigkeiten in den Bereichen Lesen, Schreiben und Rechnen sowie bei spezifischen Problemen wie AD(H)S.
Berufspädagogik:
Mit dem Studiengang und in einzelnen Weiterbildungen fördert das ZWPH pädagogische Kompetenzen in beruflichen Einrichtungen und Betrieben.